# 婚姻那些事儿
婚姻那些事儿，是中国大陆于2010年播出的愛情电视剧。
原本电台女主播秦雯和做平面设计的丈夫王小志的婚姻生活非常美满，可是自从王小志升为设计部主任之后，敏感的秦雯察觉到了丈夫的变化，一个偶然机会发现王小志跟过去初恋女友唐蕾蕾交往甚密，而且那个女人竟然挺着个大肚子。秦雯跟姐妹们商量，几人都不遗余力的献计献策....。

## 演員
- 岳跃利 饰 胡新
- 杨洁玫 饰 张琴
- 魏春光 饰 王小志
- 唐夏娃 饰 秦雯
- 崔钟 饰 方东伟
- 孙岚 饰 徐丽华